# Sonia Levitin
Sonia Levitin, geborene Wolff (* 18. August 1934 in Berlin) ist eine amerikanische Autorin deutscher Herkunft. Levitin hat über 40 Bücher, vor allem Kinder- und Jugendbücher, veröffentlicht.
Sonia Levitins Familie reiste 1935 wegen der Verfolgung der Juden in Deutschland durch die Nationalsozialisten nach Brasilien, kehrte aber ein Jahr später nach Deutschland zurück, um nach den Novemberpogromen Deutschland endgültig zu verlassen und in die USA zu fliehen.
Über diese Flucht hat sie später das Buch Flucht über den Ozean geschrieben. 1989 erhielt sie für Heimkehr nach Jerusalem den Österreichischen Staatspreis für Jugendliteratur und den Katholischen Kinderbuchpreis der Deutschen Bischofskonferenz.
Die Eindrücke des Völkermords in der Zeit des Nationalsozialismus prägen auch heute noch das Denken von Sonia Levitin. „Apathie“, sagt sie „oder die Weigerung, eine moralische Entscheidung zu treffen, führen zur Gewalt.“ Davon handelt ihr drittes Buch Die Tote im Wald.
Sonia Levitin war Lehrerin und in der Erwachsenenbildung tätig. Seit 1953 ist sie mit dem Manager und Wirtschaftsprofessor Lloyd Levitin verheiratet; ihr Sohn Daniel Levitin ist Professor für Psychologie und Biopsychologie. Sie lebt in Kalifornien.

## Auszeichnungen
- 1998 Nominierung für den Edgar Award for Best Young Adult Novel für das Buch Yesterday's Child
- 1989 Edgar Award for Best Young Adult Novel für das Buch Incident At Loring Groves